# Coisa de Mulher
Coisa de Mulher é um filme brasileiro do gênero comédia lançado em 2005. Tem direção e roteiro de Eliana Fonseca, com a participação das integrantes do grupo Grelo Falante, sendo uma coprodução da Warner Brasil, Diler & Associados e SBT Filmes.

## Sinopse
Murilo é um escritor que está passando por uma fase difícil, escrevendo uma coluna numa revista feminina sob o pseudônimo de Cassandra. Ao se mudar para um novo prédio, ele conhece cinco amigas: Catarina, Mônica, Mayara, Dora e Graça, e descobre que, com elas, tem em mãos uma fonte inesgotável de inspiração.

## Elenco
| Ator/Atriz         | Personagem           |
| ------------------ | -------------------- |
| Evandro Mesquita   | Murilo               |
| Adriane Galisteu   | Mayara               |
| Carmen Frenzel     | Dora                 |
| Cláudia Ventura    | Graça                |
| Lucília de Assis   | Catarina             |
| Suzana Abranches   | Mônica               |
| Hebe Camargo       | lsabela              |
| Eliana Fonseca     | Loreta               |
| Cacá Carvalho      | Décio                |
| Daniel Boaventura  | Isaac                |
| Gustavo Ottoni     | Dr. Leonardo         |
| Marcelo Cavalcanti | Toninho              |
| Viétia Zangrandi   | Darci                |
| Alexandre Monteiro | Oswaldo              |
| Renata Fronzi      | D. Yolanda           |
| Thaiane Maciel     | Bebel                |
| Felipe Wagner      | Saul                 |
| Vilma Melo         | Lia                  |
| Vanessa Goulart    | Solange              |
| Analu Prestes      | Mãe de Mônica        |
| Alexandre da Costa | Médico               |
| Juan Alba          | Advogado de Dora     |
| Dayse Pozzato      | Mulher grávida       |
| Josie Antello      | Professora           |
| Leonardo Netto     | Repórter             |
| Nedira Campos      | Repórter             |
| Orã Figueiredo     | Cobrador do ônibus   |
| Rodrigo Villas     | Fotógrafo da redação |

## Produção
Em fevereiro de 2005, o SBT anunciou a criação da marca SBT Filmes, com uma associação entre a Warner Bros. e a Diler & Associados. Seu primeiro filme, Coisa de Mulher, trouxe Adriane Galisteu, então contratada da emissora. Outro nome escalado foi o de Hebe Camargo.
Coisa de Mulher marcou o retorno do Grupo Silvio Santos ao mercado cinematográfico. Em 1976, a empresa Estúdios Silvio Santos produziu o longa Ninguém Segura Essas Mulheres.

## Estreia e recepção
O filme chegou ao circuito nacional no dia 2 de setembro de 2005. Ao falar sobre o longa, Adriane Galisteu pediu para os críticos "pegarem leve", pois era "apenas uma atriz iniciante".
A recepção crítica do filme, em geral, foi negativa. O Correio Braziliense disse que o cinema brasileiro tem bons e maus produtos, e que Coisa de Mulher "encaixa-se na segunda categoria". Para a publicação, Adriane Galisteu "está péssima e as piadas retrocedem o universo feminino".
Já a Folha de S. Paulo afirma que o longa aposta no "humor fácil". Para a publicação, o filme segue o estilo dos programas de humor da televisão aberta, apostando nos estereótipos.
Rubens Ewald Filho, para o portal UOL, disse que não tem simpatia pelo grupo chamado Grelo Falante e que no longa "toda frase contém uma besteira que supostamente tem alguma graça". Para o crítico, "o mau gosto impera em tudo" em Coisa de Mulher. Rubens disse que considera Adriane Galisteu talentosa, mas sem combinar com as outras atrizes do filme. O jornalista conclui que o filme "é uma tentativa equivocada de penetrar no universo de Sex and the City".
Em 2020, a Agência Nacional do Cinema (Ancine) reprovou as contas do filme Coisa de Mulher, pedindo para que os produtores devolvam à União o valor disponibilizado a partir de 2004, com multa de 50% do valor do débito atualizado.